# Березина (корабль комплексного снабжения)
«Березина» — корабль комплексного снабжения (ККС), единственный построенный по проекту 1833, шифр «Пегас». Состоял на вооружении Черноморского флота ВМФ СССР, а затем Черноморского флота ВМФ России. Условное наименование — войсковая часть № 72049.
С 1995-го по 1997 год подшефный корабль города Зеленограда.

## Строительство
Корабль был спроектирован в 1967—1970 годах, головной разработчик проекта — ЦКБ «Черноморсудопроект» (Николаев, УССР, СССР). После необходимой технологической подготовки производства, он был заложен 18 августа 1972 года на стапеле Судостроительного завода имени 61 коммунара (Николаев), заводской номер С-2101. Спущен на воду 20 апреля 1975 года. 30 декабря 1977 года корабль вошёл в состав 9-й бригады судов обеспечения Черноморского флота ВМФ СССР с базированием на Севастополь.
Корабль обладал уникальными для СССР того времени техническими средствами автоматизации и управления приёмом, хранением и передачей грузов, основу которых составляли:
- комплекс внутритрюмной механизации (ВТМ) с компьютеризированной системой учёта наличия и движения материально-технических средств (на базе ЭВМ «Минск-32»);
- устройство для передачи жидких грузов кильватерным способом;
- 2 устройства «Струна-1В-2,5» для передачи боеприпасов и сухих грузов траверзным способом;
- устройство «Струна-2В-400» для передачи жидких грузов траверзным способом (с одной передающей частью, работавшей на левый или правый траверз в зависимости от необходимости);
- устройство «Струна-2П-400» для приёма жидких грузов траверзным способом;
- устройство для снабжения аварийных объектов воздухом высокого давления;
- 4 электрических крана КЭ34М грузоподъёмностью по 3,2 тонны;
- вертолётный комплекс, включавший в себя 2 вертолёта Ка-25 и средства их корабельного базирования, управления воздушным движением, инженерно-авиационного обеспечения, и т. д.

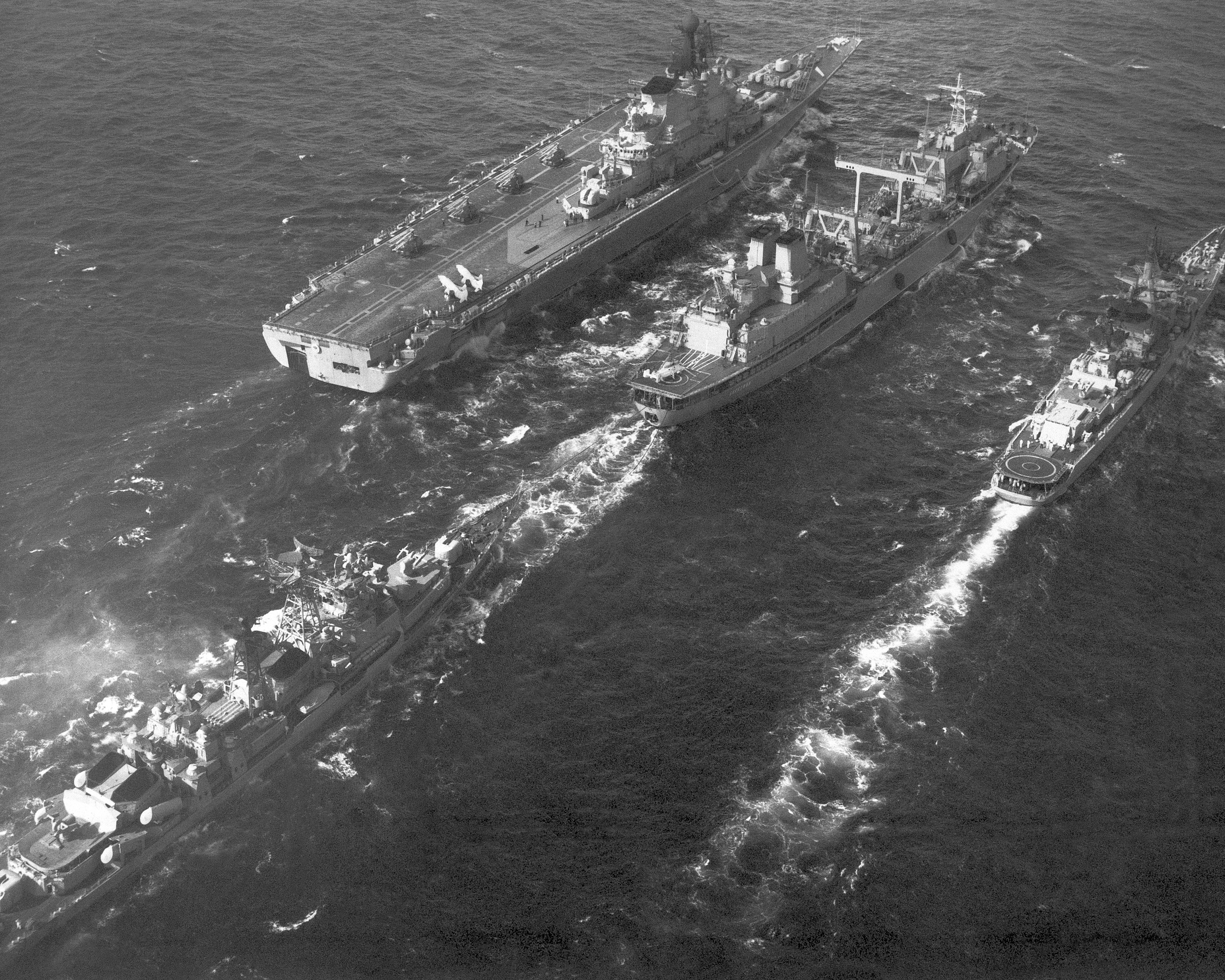
Одновременная передача грузов с ККС «Березина» (в центре) траверзным способом на ТАВКР «Киев» (слева) и БПК проекта 1134-А (справа), и кильватерным способом на БПК проекта 61М (сзади); 1979 год.

Все эти средства обеспечивали комплексное снабжение до 3-х судов одновременно на ходу (практически без ограничений — в хорошую погоду, и с некоторыми ограничениями — в плохую погоду) следующими способами передачи грузов:
- кильватерным (с кормы на нос принимающего судна) — одного судна;
- траверзным (с помощью канатной системы, устанавливаемой между передающим и принимающим судами) — двух судов с каждого борта.

Кроме того, обеспечивалась возможность вертолётного способа передачи грузов (палубными вертолётами, в том числе на их внешней подвеске), а на стоянке — возможность контактного способа передачи грузов (непосредственно с борта на борт) с помощью корабельных кранов.
Запасы, предназначенные для собственных нужд корабля составляли:
- 3145 тонн топлива для корабельной энергетической установки и 56 тонн для вертолётов;
- 34 тонны смазочного масла для дизель-генераторов, 14,7 тонны — для редукторов, 14,5 тонны турбинного масла и 1,7 тонны — компрессорного;
- 226 тонн питьевой, 479 тонн мытьевой и 316 тонн питательной (подаваемой в паровые котлы) пресной воды;
- около 155 тонн провизии.

Перевозимые кораблём запасы для обеспечения сил флота составляли 5615 тонн сухих и жидких грузов (боеприпасы, материально-технические средства, ЗИП, продовольствие, топливо и вода), в том числе:
- 2200 тонн дизельного топлива;
- 1024 тонны питьевой и 100 тонн питательной воды;
- 286 тонн провизии, и т. д.

## Служба

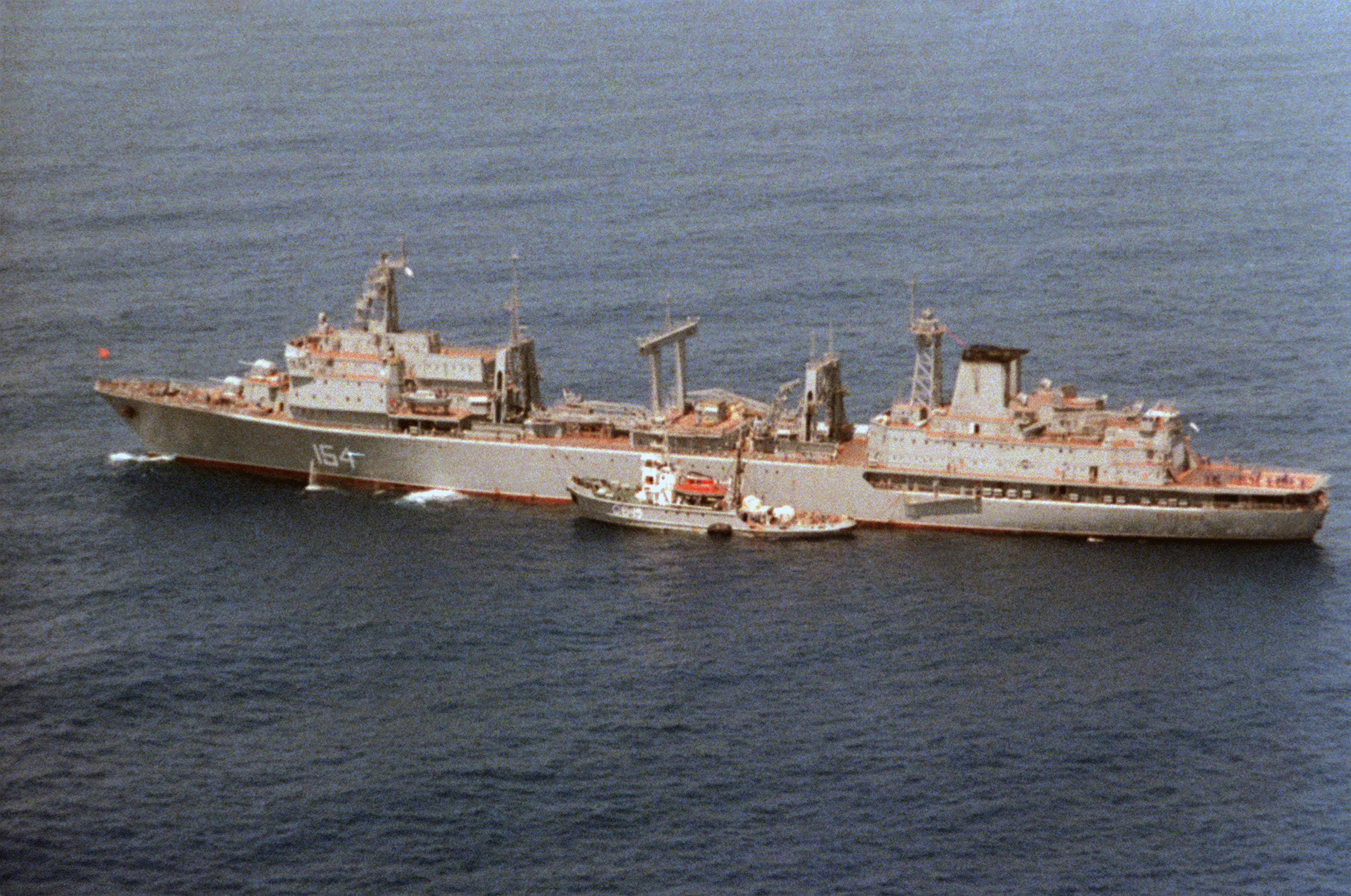
ККС «Березина» с буксиром у левого борта; начало 1990-х годов.

С 1978-го по 1991 год ККС «Березина» совершил 9 боевых служб в составе 5-й оперативной эскадры кораблей ВМФ СССР (5 ОПЭСК), обеспечивая действия как самой эскадры, так и межтеатровые переходы кораблей и судов, назначенных в состав 5 ОПЭСК из Северного, Балтийского и Тихоокеанского флотов. За это время корабль прошёл около 95 000 морских миль, в том числе в водах Средиземного и Баренцевого морей, Атлантического и Индийского океанов.
После распада Советского Союза 5 ОПЭСК была расформирована, поэтому отпала и необходимость содержания такого корабля на Черноморском флоте. ККС «Березина», вернувшийся в 1991 году со своей последней (9-й) боевой службы, планировалось перевести на Северный флот, в связи с чем корабль стали готовить к межфлотскому переходу. 24 мая 1995 года ККС «Березина» последний раз вышел в море на опробование корабельной энергетической установки в рамках подготовки к запланированному переходу. Однако перевод корабля на Северный флот так и не состоялся из-за экономических проблем 1990-х годов в России и критического недофинансирования вооружённых сил в целом, и ВМФ в частности.
1 декабря 1996 года ККС «Березина» был переклассифицирован в морской транспорт вооружения (МТВ), после чего он в течение 1997 года был разоружён, а его экипаж переформирован — военнослужащих заменили гражданским персоналом сокращённого состава. После этого МТВ «Березина» в море больше не выходил — отстаивался в Севастополе и использовался как плавучий склад Черноморского флота. В марте 2002 года на МТВ «Березина» был спущен флаг в связи с исключением из состава флота, после чего он в том же году был продан в Турцию и в 2003 году разделан на металл в городе Алиага.
Бортовые номера:
- 150 (1977);
- 158 (1979);
- 155 (1979);
- 196 (1981);
- 157 (1985);
- 156 (1986);
- 153 (1988);
- 154 (1990).

## Оценки проекта
К одним из основных недостатков проекта относят довольно высокую стоимость эксплуатации такого корабля, а также относительно низкую скорость его полного хода (по сравнению с зарубежными аналогами, скорость полного хода которых составляла в среднем 25—26 узлов), что приводило к снижению скорости всего оперативного соединения во время дозаправки кораблей из его состава, и могло негативно сказаться на своевременном выполнении ими боевой задачи.
Ещё к одному из недостатков относят относительно высокие требования к подготовке лётчиков авиационной группы корабля, в частности при осуществлении вертолётного способа передачи грузов на ходу. Возникающие при движении корабля турбулентные потоки над его ВППл из-за довольно высоких надстроек и дымовых труб, выявившиеся в ходе опытной эксплуатации, приводили к разбалансировке вертолётов и создавали дополнительные трудности при проведении взлётно-посадочных операций на ходу.
Также указывается на то, что вылет за борт грузовых стрел кранов КЭ34М (8,45 м) во многих случаях оказался недостаточным для погрузки контактным способом ракет и торпед непосредственно в пусковые установки и торпедные аппараты надводных кораблей соответственно, что требовало дополнительных операций по их перегрузке на принимающих кораблях и следовательно приводило к потере времени.

## Командиры экипажа
С момента вступления в строй и до списания кораблём командовали:
- капитан 1-го ранга В. П. Батурин (1975—1981);
- капитан 2-го ранга В. А. Черёмушкин (1981—1986);
- капитан 2-го ранга Ц. Б. Гайтов (1986);
- капитан 1-го ранга В. И. Ларионов (1986—1996);
- капитан 1-го ранга В. Н. Супрун (1996—1997);
- капитан 1-го ранга Г. С. Айриян (1997);
- капитан дальнего плавания В. В. Петров (с 01.12.1997 г. и по списание).